# Jean-Louis Castilhon
Pour les articles homonymes, voir Castilhon.
Jean-Louis Castilhon est un homme de lettres et encyclopédiste français né le 5 octobre 1729 à Toulouse et mort le 24 août 1782 à Bouillon,.
Frère de Jean Castilhon, Castilhon fut un auteur prolifique qui concourut à un grand nombre d’écrits périodiques, dont le Journal de jurisprudence dont il était le directeur.
Il épouse Philippine Lembert à Bouillon le 3 octobre 1766.
Il a donné environ 400 articles sur l’histoire au Supplément à l'Encyclopédie.

## Œuvres
- Essai sur les erreurs et les superstitions, 1765
- Almanach philosophique, 1767
- Histoire des dogmes et opinions philosophiques, 1769
- Essai de philosophie morale, 1770
- Considérations sur les causes physiques et morales de la diversité du génie, des mœurs des nations, 1769, 3 vol., etc.
- Candide anglois, ou Avantures tragi-comiques d’Ambroise Gwinett avant et dans ses voyages aux deux Indes, Francfort et Leipzig, aux dépens de la Compagnie, 1771
- Le Diogène moderne, ou le Désapprobateur, tiré en partie des manuscrits de sir Charles Wolban, et de sa correspondance avec sir George Bedfort, sir Olivier Stewert, etc., sur différens sujets de littérature, de morale et de philosophie, Bouillon, Société typographique, 1770
- Le Mendiant boîteux, ou Les aventures d’Ambroise Gwinett, balayeur du pavé de Spring-Garden, Bouillon, Société typographique, 1770
- Zingha, reine d’Angola, Bourges, Ganymède, 1993  (ISBN 2950735800)
- Essai sur les erreurs et les superstitions modernes, Francfort, Knoë et Eslinger, 1766[4]
- Histoire des dogmes philosophiques, 1769.

## Pour approfondir